# Tomas Herrera Martinez
Tomás Herrera Martínez, född 21 december 1950 i provinsen Santiago de Cuba, död 18 oktober 2020 i Havanna, var en kubansk basketspelare som tog tog OS-brons 1972 i München. Detta var Kubas första tillika enda OS-medalj i basket.